# Giovanni Sardi
Pour les articles homonymes, voir Sardi.

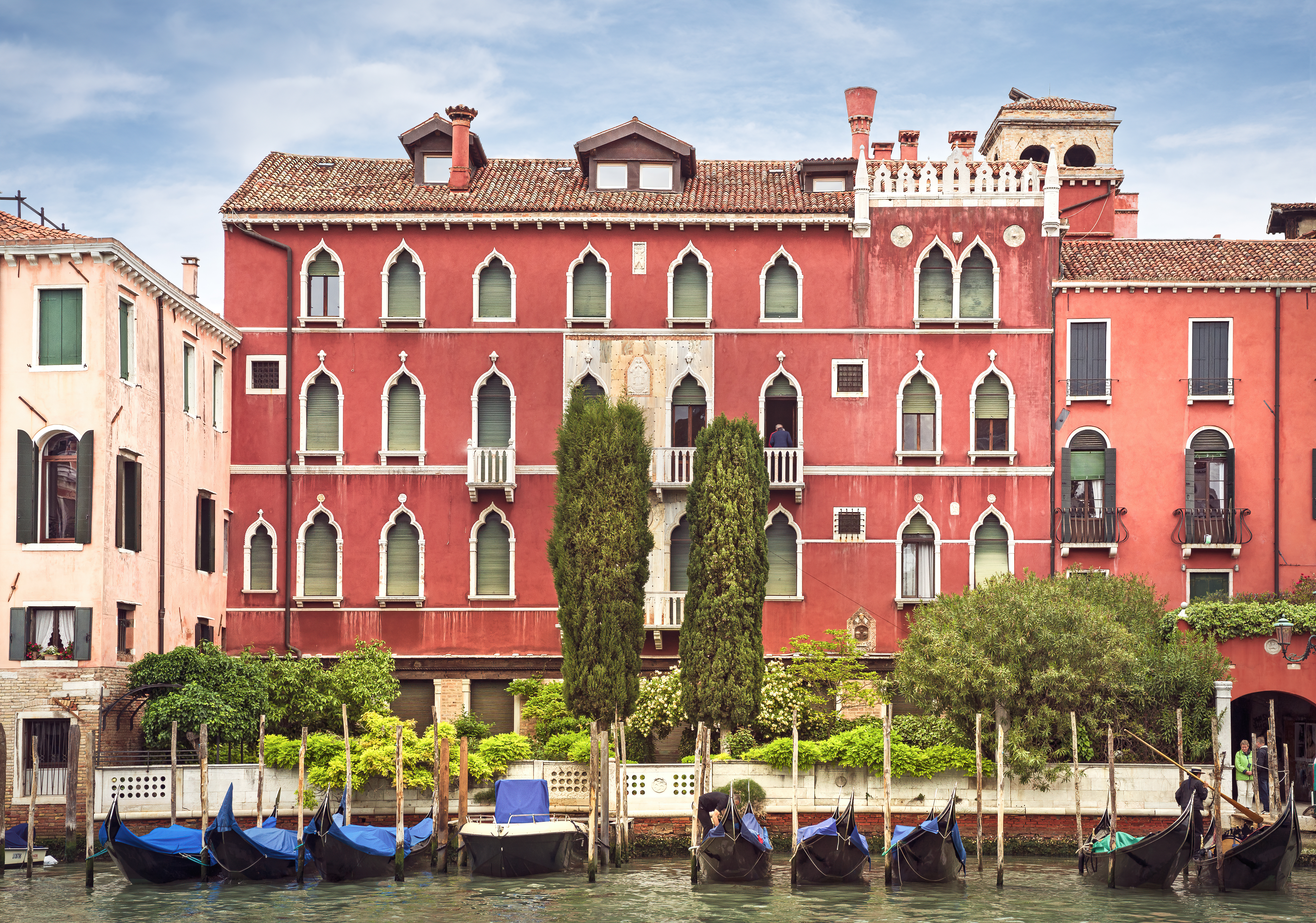
Palais Ravà sur le Grand Canal

Giovanni Sardi, né en septembre 1863 à Venise et mort en 1913 à Mogliano Veneto, est un architecte italien adepte du Stile Liberty.

## Biographie
Giovanni Sardi est né en 1863 dans une famille modeste. En 1879, il entre à l'Académie des beaux-arts de Venise, où il a parmi ses professeurs l'architecte Giacomo Franco (it). Au cours des trois années où il a étudié à l'Institut des beaux-arts, il se distingue par la conception architecturale qui lui vaut en 1881 l'attribution du  Prix Tomaso Caronini. À 19 ans, il est diplômé professeur de conception architecturale et professeur de dessin pour les écoles techniques et normales.
Giovanni Sardi  commence sa carrière professionnelle à l'étude de l'ingénieur Giovanni Antonio Romano, où il se consacre principalement au projet (jamais abouti) de grande ligne de chemin de fer Adriatico-Tiberina . Pour répondre aux besoins économiques de la famille, après avoir épousé en 1887 Anna Potz, avec qui il aura trois enfants, il accepte  de 1892 à 1897 le poste d'assistant à la construction de la Congrégation de la Charité.
En 1898  Julius Grünwald lui commande la construction de l'Hotel Bauer Palazzo (it) à Venise, en combinant ses deux propriétés à San Moise, dont une est utilisée comme hôtel. Le palais est inauguré en 1901.
Giovanni Sardi réalise un bâtiment pour la production de balais en sorgho à Mestre appartenant à Hermann Krull. Il s'implique aussi dans des compétitions lancées à Venise. Parmi elles : le concours pour la construction du nouveau marché couvert du Rialto (1901), la compétition pour la construction d'un nouvel hôtel à Riva degli Schiavoni entre l'Hôtel Danieli et le Palazzo delle Prigioni à Venise (1906), le projet de nouveau quartier ouvrier à Santa Elena, en collaboration avec son cousin Giuseppe Sardi, Attilio et Cadel Prudente Padoa (1911).
Dans de conférences tenues à l'Ateneo Veneto (it) et dans les journaux de cette époque, il donne des commentaires sur les événements  dans le domaine de l'architecture de cette période, allant de l'achèvement de la façade de l'église de la Pietà en 1902 à des réflexions polémiques sur la reconstruction du campanile de Saint-Marc, effondré le 14 juillet 1902.
En tant que professeur, Giovanni Sardi est impliqué à l'Académie des Beaux-Arts de Venise, où il est membre du Conseil Académique, président de l'école technique, réélu en 1889 par les sculpteurs et tailleurs de pierre.
Giovanni Sardi est membre de l'Ateneo Veneto, l'Institut des Sciences, des Lettres et des Arts de Vénétie, de la Société des Arts édificateurs et il soutient la création de la Fédération régionale vénitienne des architectes dont il devient président. En 1908 il est distingué par le titre de Chevalier de la Couronne italienne . 
Dans les dernières années de sa vie, il déménagea à Mogliano Veneto où il décède  le 26 juin 1913.

## Œuvres principales
- Hôtel Bauer-Grünwald à Venise,

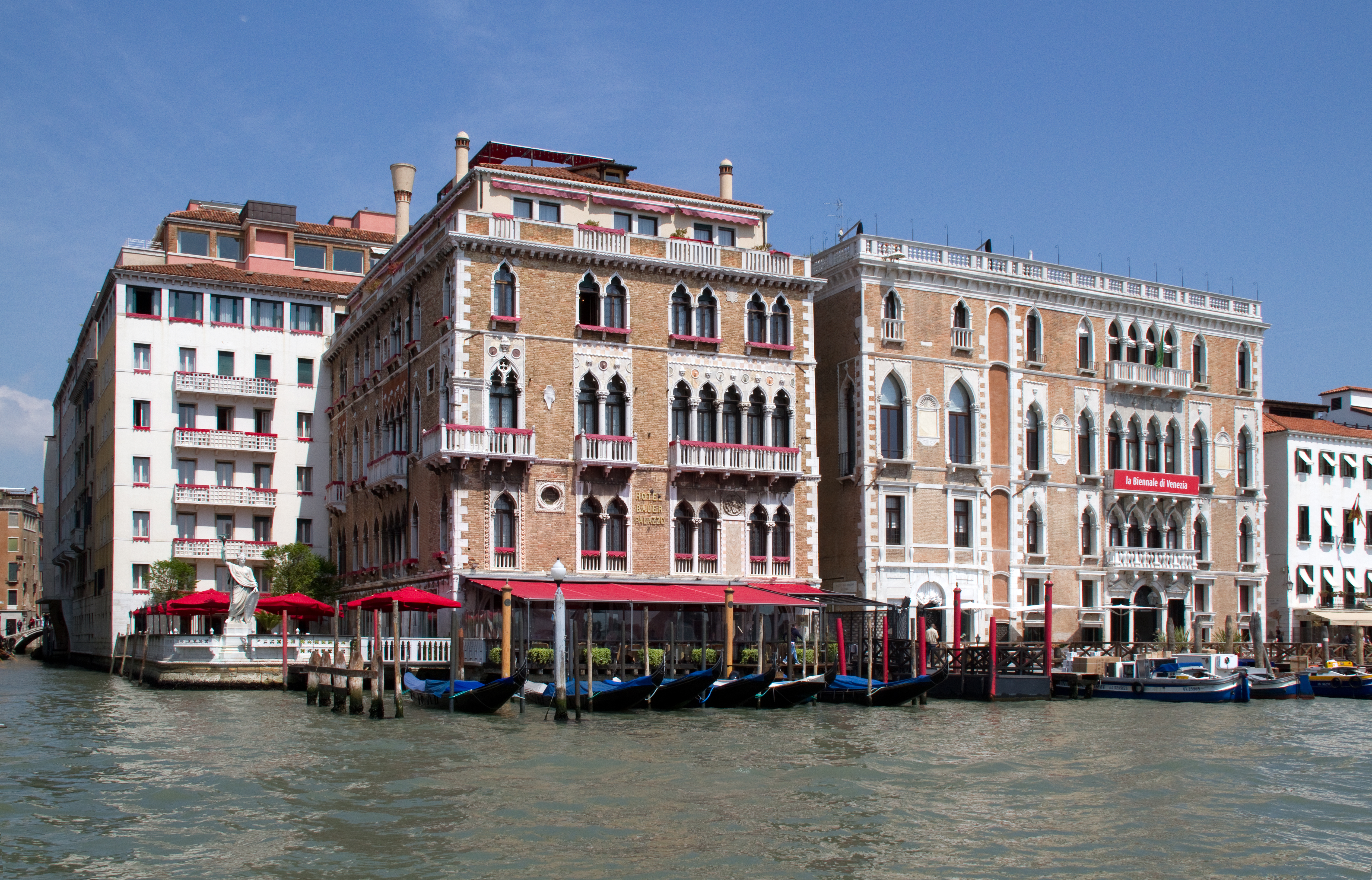
Hotel Bauer-Grünwald sur le Grand Canal

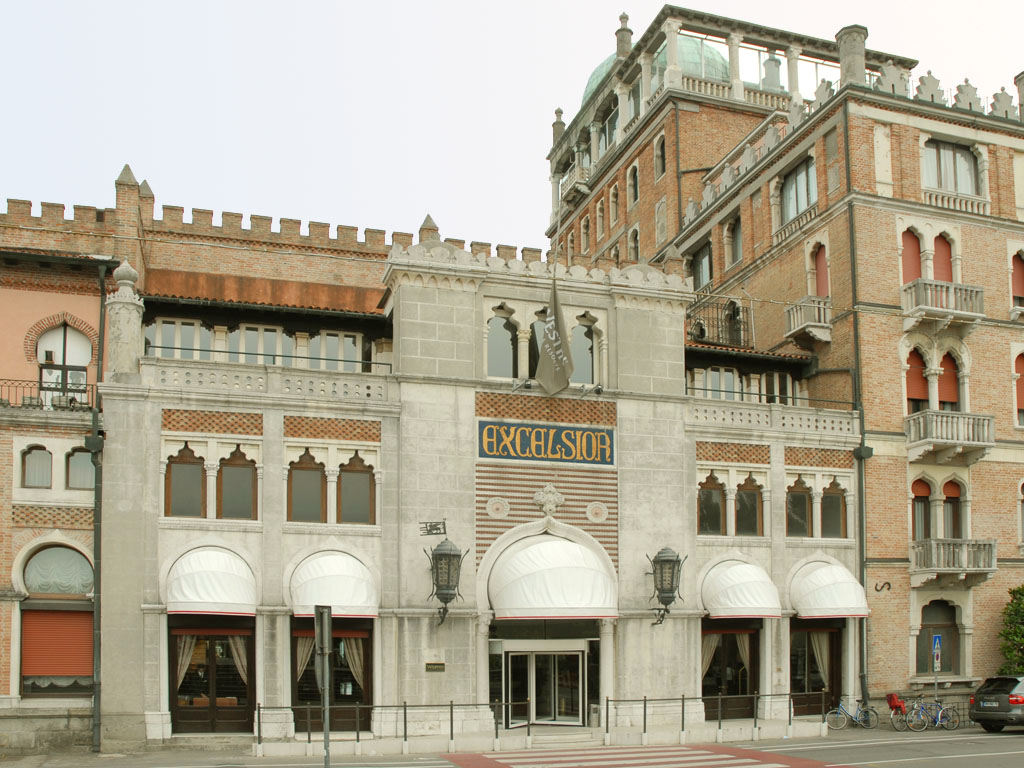
Le Grand Hôtel Excelsior au Lido de Venise

- Palais du comte Costantino Nigra, ambassadeur d'Italie à Vienne, situé à l'embouchure du Rio Marin et sur le Grand Canal (vers 1904);
- Restauration la Casa Ravà  de l'ingénieur Beppe Ravà à San Silvestro, avec vue sur le Grand Canal (1906);
- Villa Delord à Casella (Asolo) créé pour le commandante Oliviero Rinaldi qui l'a donné à sa fille à l'occasion de son mariage avec Arturo Delord (1906);
- Grand Hôtel Excelsior (Lido de Venise), construit en seulement 17 mois grâce à l'obstination de son concepteur et développeur Nicolò Spada et inauguré en 1908;
- Maison de Mistro (aujourd'hui détruite) à rio Terà Sabbioni près de la gare de Venise (1906);
- Palazzo dei Scarpe aux Zattere (1907);
- Maison Baschiera à Rio Terà Sant'Agnese (vers 1910);
- au Lido : les villas Papadopoli alle Quattro Fontane (1907-1908), Villa Fanna (1910-1911), et Venuti (1911-12);
- Villa d'été de M. Alessandro Boato à Mirano (Venise terre ferme) (1912-13);
- École communale de Ceggia ;
- Chalet Guillon Mangilli à Cornuda ;
- Maison particulière Guetta à Santa Maria della Rovere.